# Чемпіонат України із шахів 2005
74-й чемпіонат України із шахів, що проходив у Рівному з 23 серпня по 2 вересня 2005 року.  

## Загальна інформація

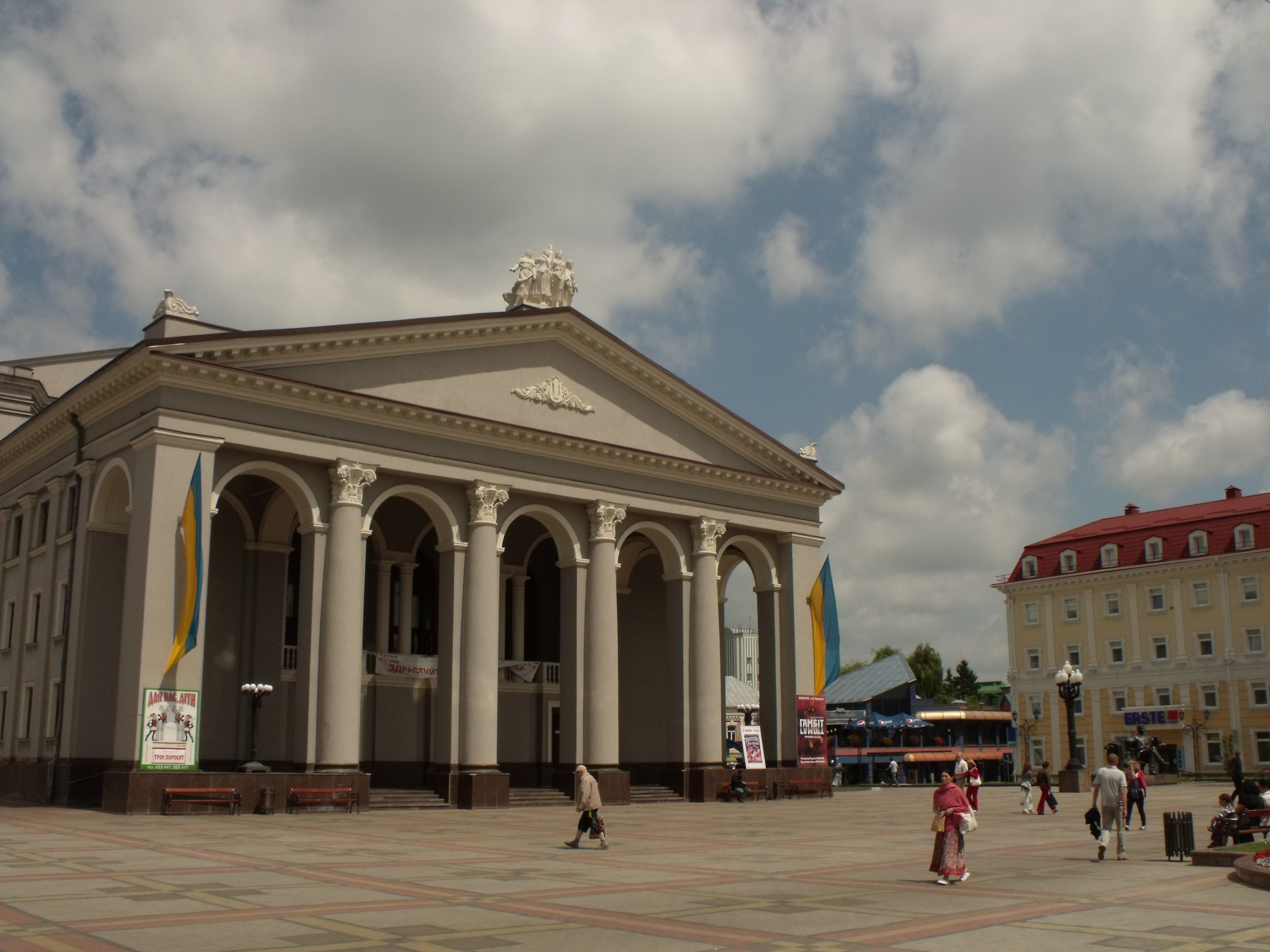
Рівненський обласний академічний український музично-драматичний театр — місце проведення чемпіонату України 2005 року

Вдруге поспіль чемпіонат України проходив за нокаут-системою у 5 раундів при 32 учасниках. 
Чемпіонату передував відбірковий півфінальний турнір, що проходив у Алушті з 15 по 24 травня 2005 року. Перемогу на турнірі розділили Ігор Смірнов, Олександр Трускавецький та Олексій Пєсков (по 7 очок з 9 можливих), а перша десятка шахістів у підсумку кваліфікувалася у фінальний турнір чемпіонату України. 
У чемпіонаті не взяли участь п'ятеро найсильніших шахістів України станом на 1 липня 2005р., зокрема:  Василь Іванчук (2752, 1 місце), Руслан Пономарьов (2704, 2 місце), Андрій Волокитін (2671, 3 місце),  Олександр Моїсеєнко (2664, 4 місце), Сергій Карякін (2645, 5 місце), а також   Павло Ельянов (2639, 7 місце)  та Євген Мірошниченко (2634, 8 місце).
Чемпіоном України 2005 року став 19-річний представник Донецької області Олександр Арещенко.
- Головний суддя: Володимир Гергель (Дніпропетровськ)
- Місце проведення: Рівненський обласний академічний український музично-драматичний театр (вул.Театральна, 1)

Призовий фонд турніру — 72,4 тисячі гривень. Переможець отримав — 15 тис.грн., срібний призер  — 11 тис.грн., бронзовий призер — 8 тис.грн., вибулим в першому ж колі дісталося по 700 грн.

### Розклад змагань[3]
- Відкриття турніру: 24 серпня (13-30 год)
- Ігрові дні (основні партії): 24 серпня – 1 вересня (14-30 год), 2 вересня (11-00 год), без вихідних
- Ігрові дні (тай-брейки): 25, 27, 29, 31 серпня (20-30 год),  2 вересня (16-00 год).
- Закриття турніру:  2 вересня (18-00 год)

## Регламент турніру
Змагання проводяться згідно з Правилами шахової гри, Турнірними правилами та Правилами проведення чемпіонатів світу ФІДЕ.
На всіх стадіях матчі складаються з 2 партій (90 хвилин на перші 40 ходів кожному учаснику  та додатково 15 хвилин до закінчення партії з додаванням 30 сек. за кожен зроблений хід починаючи з першого.), у разі рівного рахунку по закінченні двох партій у той же день, після нового жеребкування, граються дві додаткові партії зі зміною кольору фігур з 15-хвилинним контролем на партію кожному гравцю та доданням 10 секунд за кожний зроблений хід, починаючи з першого. 
Перша додаткова партія повинна починатися не пізніше однієї години після завершення другої партії матчу. Між першою та другою додатковими партіями надається 10-хвилинна перерва.
Якщо рахунок продовжує залишатися нічийним по закінченні двох додаткових партій, граються дві бліц-партії з 5-хвилинним контролем на партію кожному гравцю та доданням 5 секунд за кожний зроблений хід., починаючи з першого. Перша бліц-партія повинна починатися не пізніше 15 хвилин після закінчення другої додаткової партії. 
Якщо рахунок продовжує залишатися нічийним по закінченні двох бліц-партій, грається одна бліц-партія з контролем часу 6 хвилин у білих та 5 хвилин у чорних без додання часу за зроблені ходи. Перед партією проводиться жеребкування на право вибору кольору фігур. У разі нічийного результату учасник, який грав чорними, вважається переможцем матчу.

## Учасники
| 1. Захар Єфименко (Донецька область, 2643) — 60 2. Олександр Арещенко (Донецька область, 2625) — 79 3. Владислав Боровиков (Дніпропетровська область, 2595) 4. Володимир Баклан (Київ, 2584) 5. Валерій Невєров (Харківська область, 2572) 6. Сергій Федорчук (Вінницька область, 2571) 7. Олег Романишин (Львівська область, 2570) 8. Вадим Малахатько (Київ, 2556) 9. Михайло Бродський (Харківська область, 2554) 10. Антон Коробов (Харківська область, 2554) 11. Орест Грицак (Львівська область, 2537) 12. Юрій Кузубов (Донецька область, 2535) 13. Юрій Круппа (Київ, 2525) 14. Олександр Зубарєв (Харківська область, 2521) 15. Володимир Ковальчук (Рівненська область, 2131) 16. Катерина Лагно (Донецька область, 2498) — 8 (жіночий) | 1. Едуард Андрєєв (Донецька область, 2497) 2. Ярослав Зінченко (Дніпропетровська область, 2493) 3. Олександр Мороз (Дніпропетровська область, 2487) 4. Сергій Павлов (Київ, 2459) 5. Ігор Смірнов (Севастополь, 2451) 6. Дмитро Кононенко (Дніпропетровська область, 2430) 7. Костянтин Тарлєв (Харківська область, 2409) 8. Ігор Лабенський (Рівненська область, 2407) 9. Олександр Трускавецький (АР Крим, 2399) 10. Анна Ушеніна (Харківська область, 2389) 11. Олексій Пєсков (Миколаївська область, 2378) 12. Олександр Алексіков (Донецька область, 2369) 13. Володимир Онищук (Івано-Франківська область, 2349) 14. Олег Бурлай (Запорізька область, 2344) 15. Анатолій Нестерець (Чернігівська область, 2337) 16. Василь Неділько (Волинська область, 2334) |

жирним  — місце в топ-100 світового рейтингу Ело та топ-50 жіночого рейтингу станом на липень 2005 року. 

## Результати

### 1/16 фіналу
1/16 фіналу, 24–25 серпня 2005 року  
| Посів | Ім’я                    | Рейтинг | G1 | G2 | R1 | R2 | B1 | B2 | SD | Всього |
| ----- | ----------------------- | ------- | -- | -- | -- | -- | -- | -- | -- | ------ |
| 1     | Захар Єфименко          | 2643    | 0  | 1  | ½  | ½  | 1  | 1  |    | 4      |
| 32    | Василь Неділько         | 2334    | 1  | 0  | ½  | ½  | 0  | 0  |    | 2      |
|       |                         |         |    |    |    |    |    |    |    |        |
| 2     | Олександр Арещенко      | 2625    | 1  | 0  | 1  | 1  |    |    |    | 3      |
| 31    | Анатолій Нестерець      | 2337    | 0  | 1  | 0  | 0  |    |    |    | 1      |
|       |                         |         |    |    |    |    |    |    |    |        |
| 3     | Владислав Боровиков     | 2595    | ½  | 1  |    |    |    |    |    | 1½     |
| 30    | Олег Бурлай             | 2344    | ½  | 0  |    |    |    |    |    | ½      |
|       |                         |         |    |    |    |    |    |    |    |        |
| 4     | Володимир Баклан        | 2584    | 1  | ½  |    |    |    |    |    | 1½     |
| 29    | Володимир Онищук        | 2349    | 0  | ½  |    |    |    |    |    | ½      |
|       |                         |         |    |    |    |    |    |    |    |        |
| 5     | Валерій Невєров         | 2572    | 1  | ½  |    |    |    |    |    | 1½     |
| 28    | Олександр Алексіков     | 2369    | 0  | ½  |    |    |    |    |    | ½      |
|       |                         |         |    |    |    |    |    |    |    |        |
| 6     | Сергій Федорчук         | 2571    | 1  | ½  |    |    |    |    |    | 1½     |
| 27    | Олексій Пєсков          | 2378    | 0  | ½  |    |    |    |    |    | ½      |
|       |                         |         |    |    |    |    |    |    |    |        |
| 7     | Олег Романишин          | 2570    | 0  | 1  | 0  | ½  |    |    |    | 1½     |
| 26    | Анна Ушеніна            | 2389    | 1  | 0  | 1  | ½  |    |    |    | 2½     |
|       |                         |         |    |    |    |    |    |    |    |        |
| 8     | Вадим Малахатько        | 2556    | 1  | 1  |    |    |    |    |    | 2      |
| 25    | Олександр Трускавецький | 2399    | 0  | 0  |    |    |    |    |    | 0      |
|       |                         |         |    |    |    |    |    |    |    |        |
| 9     | Михайло Бродський       | 2554    | 1  | 1  |    |    |    |    |    | 2      |
| 24    | Ігор Лабенський         | 2407    | 0  | 0  |    |    |    |    |    | 0      |
|       |                         |         |    |    |    |    |    |    |    |        |
| 10    | Антон Коробов           | 2554    | 1  | 1  |    |    |    |    |    | 2      |
| 23    | Костянтин Тарлєв        | 2409    | 0  | 0  |    |    |    |    |    | 0      |
|       |                         |         |    |    |    |    |    |    |    |        |
| 11    | Орест Грицак            | 2537    | 0  | ½  |    |    |    |    |    | ½      |
| 22    | Дмитро Кононенко        | 2430    | 1  | ½  |    |    |    |    |    | 1½     |
|       |                         |         |    |    |    |    |    |    |    |        |
| 12    | Юрій Кузубов            | 2535    | ½  | ½  | 1  | 1  |    |    |    | 3      |
| 21    | Ігор Смірнов            | 2451    | ½  | ½  | 0  | 0  |    |    |    | 1      |
|       |                         |         |    |    |    |    |    |    |    |        |
| 13    | Юрій Круппа             | 2525    | ½  | 1  |    |    |    |    |    | 1½     |
| 20    | Сергій Павлов           | 2459    | ½  | 0  |    |    |    |    |    | ½      |
|       |                         |         |    |    |    |    |    |    |    |        |
| 14    | Олександр Зубарєв       | 2521    | ½  | 0  |    |    |    |    |    | ½      |
| 19    | Олександр Мороз         | 2487    | ½  | 1  |    |    |    |    |    | 1½     |
|       |                         |         |    |    |    |    |    |    |    |        |
| 15    | Володимир Ковальчук     | 2131    | 0  | 0  |    |    |    |    |    | 0      |
| 18    | Ярослав Зінченко        | 2493    | 1  | 1  |    |    |    |    |    | 2      |
|       |                         |         |    |    |    |    |    |    |    |        |
| 16    | Катерина Лагно          | 2498    | 1  | ½  |    |    |    |    |    | 1½     |
| 17    | Едуард Андрєєв          | 2497    | 0  | ½  |    |    |    |    |    | ½      |

### 1/8 фіналу
1/8 фіналу, 26–27 серпня 2005 року   
| Посів | Ім’я                | Рейтинг | G1 | G2 | R1 | R2 | B1 | B2 | SD | Всього |
| ----- | ------------------- | ------- | -- | -- | -- | -- | -- | -- | -- | ------ |
| 1     | Захар Єфименко      | 2643    | 1  | ½  |    |    |    |    |    | 1½     |
| 16    | Катерина Лагно      | 2498    | 0  | ½  |    |    |    |    |    | ½      |
|       |                     |         |    |    |    |    |    |    |    |        |
| 2     | Олександр Арещенко  | 2625    | 1  | 1  |    |    |    |    |    | 2      |
| 18    | Ярослав Зінченко    | 2493    | 0  | 0  |    |    |    |    |    | 0      |
|       |                     |         |    |    |    |    |    |    |    |        |
| 3     | Владислав Боровиков | 2595    | ½  | ½  | 1  | ½  |    |    |    | 2½     |
| 19    | Олександр Мороз     | 2487    | ½  | ½  | 0  | ½  |    |    |    | 1½     |
|       |                     |         |    |    |    |    |    |    |    |        |
| 4     | Володимир Баклан    | 2584    | ½  | 0  |    |    |    |    |    | ½      |
| 13    | Юрій Круппа         | 2525    | ½  | 1  |    |    |    |    |    | 1½     |
|       |                     |         |    |    |    |    |    |    |    |        |
| 5     | Валерій Невєров     | 2572    | 1  | ½  |    |    |    |    |    | 1½     |
| 12    | Юрій Кузубов        | 2535    | 0  | ½  |    |    |    |    |    | ½      |
|       |                     |         |    |    |    |    |    |    |    |        |
| 6     | Сергій Федорчук     | 2571    | ½  | 0  |    |    |    |    |    | ½      |
| 22    | Дмитро Кононенко    | 2430    | ½  | 1  |    |    |    |    |    | 1½     |
|       |                     |         |    |    |    |    |    |    |    |        |
| 26    | Анна Ушеніна        | 2389    | ½  | 1  |    |    |    |    |    | 1½     |
| 10    | Антон Коробов       | 2554    | ½  | 0  |    |    |    |    |    | ½      |
|       |                     |         |    |    |    |    |    |    |    |        |
| 8     | Вадим Малахатько    | 2556    | ½  | ½  | 0  | ½  |    |    |    | 1½     |
| 9     | Михайло Бродський   | 2554    | ½  | ½  | 1  | ½  |    |    |    | 2½     |

### Чвертьфінал
Чвертьфінал, 28–29 серпня 2005 року  
| Посів | Ім’я                | Рейтинг | G1 | G2 | R1 | R2 | B1 | B2 | SD | Всього |
| ----- | ------------------- | ------- | -- | -- | -- | -- | -- | -- | -- | ------ |
| 1     | Захар Єфименко      | 2643    | ½  | 1  |    |    |    |    |    | 1½     |
| 9     | Михайло Бродський   | 2554    | ½  | 0  |    |    |    |    |    | ½      |
|       |                     |         |    |    |    |    |    |    |    |        |
| 2     | Олександр Арещенко  | 2625    | 1  | 1  |    |    |    |    |    | 2      |
| 26    | Анна Ушеніна        | 2389    | 0  | 0  |    |    |    |    |    | 0      |
|       |                     |         |    |    |    |    |    |    |    |        |
| 3     | Владислав Боровиков | 2595    | ½  | ½  | 1  | ½  |    |    |    | 2½     |
| 22    | Дмитро Кононенко    | 2430    | ½  | ½  | 0  | ½  |    |    |    | 1½     |
|       |                     |         |    |    |    |    |    |    |    |        |
| 13    | Юрій Круппа         | 2525    | ½  | ½  | 0  | 1  | 0  | 1  | ½  | 3½     |
| 5     | Валерій Невєров     | 2572    | ½  | ½  | 1  | 0  | 1  | 0  | ½  | 3½     |

### Півфінал
Півфінал, 30–31 серпня 2005 року  
| Посів | Ім’я                | Рейтинг | G1 | G2 | R1 | R2 | B1 | B2 | SD | Всього |
| ----- | ------------------- | ------- | -- | -- | -- | -- | -- | -- | -- | ------ |
| 1     | Захар Єфименко      | 2643    | 1  | 0  | ½  | 1  |    |    |    | 2½     |
| 5     | Валерій Невєров     | 2572    | 0  | 1  | ½  | 0  |    |    |    | 1½     |
|       |                     |         |    |    |    |    |    |    |    |        |
| 2     | Олександр Арещенко  | 2625    | 0  | 1  | 1  | 0  | ½  | 1  |    | 3½     |
| 3     | Владислав Боровиков | 2595    | 1  | 0  | 0  | 1  | ½  | 0  |    | 2½     |

### Матч за 3 місце

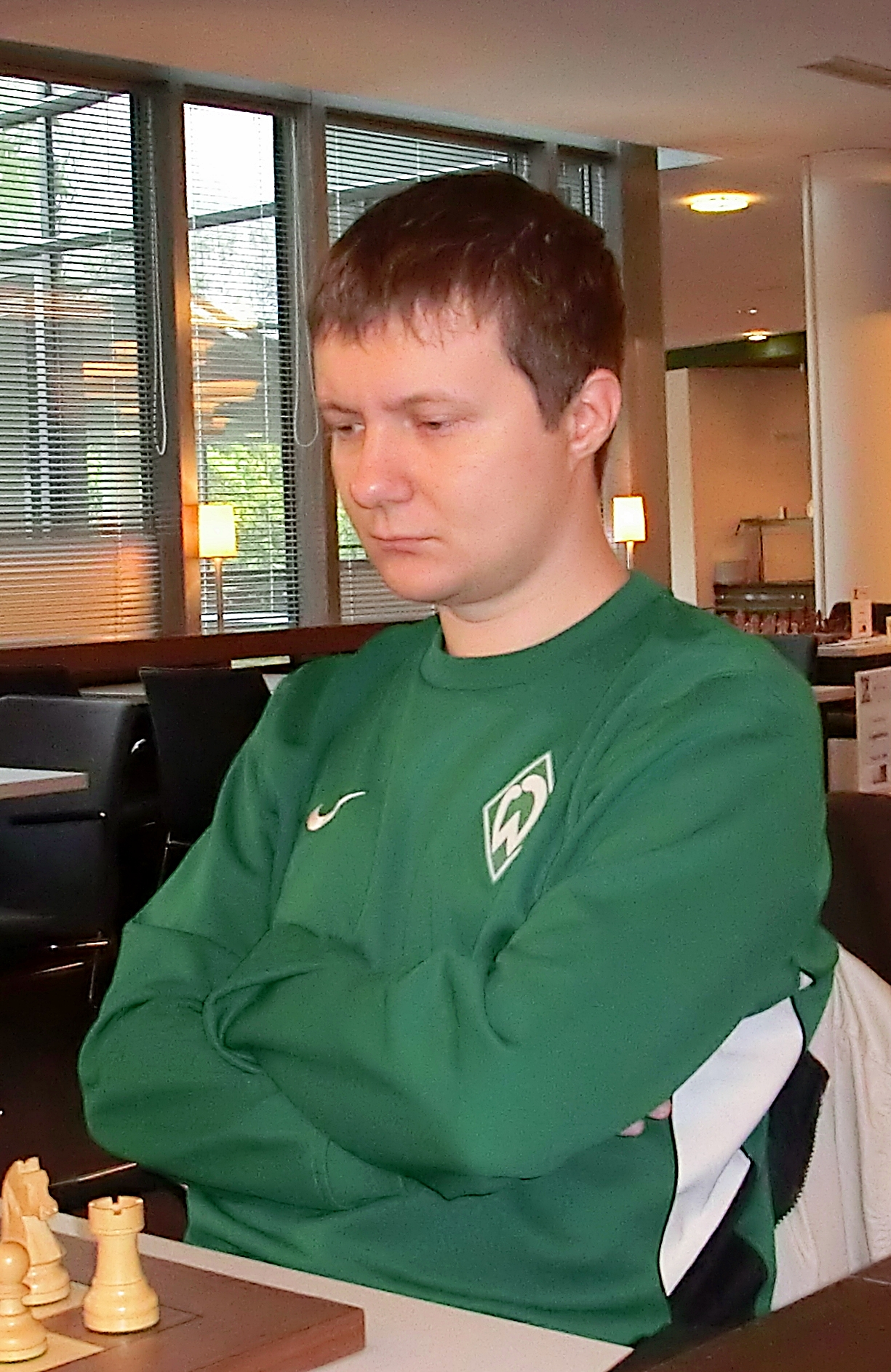
Олександр Арещенко — чемпіон України 2005 року

За третє місце, 1–2 вересня 2005 року 
| Посів | Ім’я                | Рейтинг | G1 | G2 | R1 | R2 | B1 | B2 | SD | Всього |
| ----- | ------------------- | ------- | -- | -- | -- | -- | -- | -- | -- | ------ |
| 3     | Владислав Боровиков | 2595    | ½  | 1  |    |    |    |    |    | 1½     |
| 5     | Валерій Невєров     | 2572    | ½  | 0  |    |    |    |    |    | ½      |

### Фінал
Фінал, 1–2 вересня 2005 року  
| Посів | Ім’я               | Рейтинг | G1 | G2 | R1 | R2 | B1 | B2 | SD | Всього |
| ----- | ------------------ | ------- | -- | -- | -- | -- | -- | -- | -- | ------ |
| 1     | Захар Єфименко     | 2643    | 0  | 1  | 0  | 1  | ½  | 0  |    | 2½     |
| 2     | Олександр Арещенко | 2625    | 1  | 0  | 1  | 0  | ½  | 1  |    | 3½     |